# Bauernmalerei

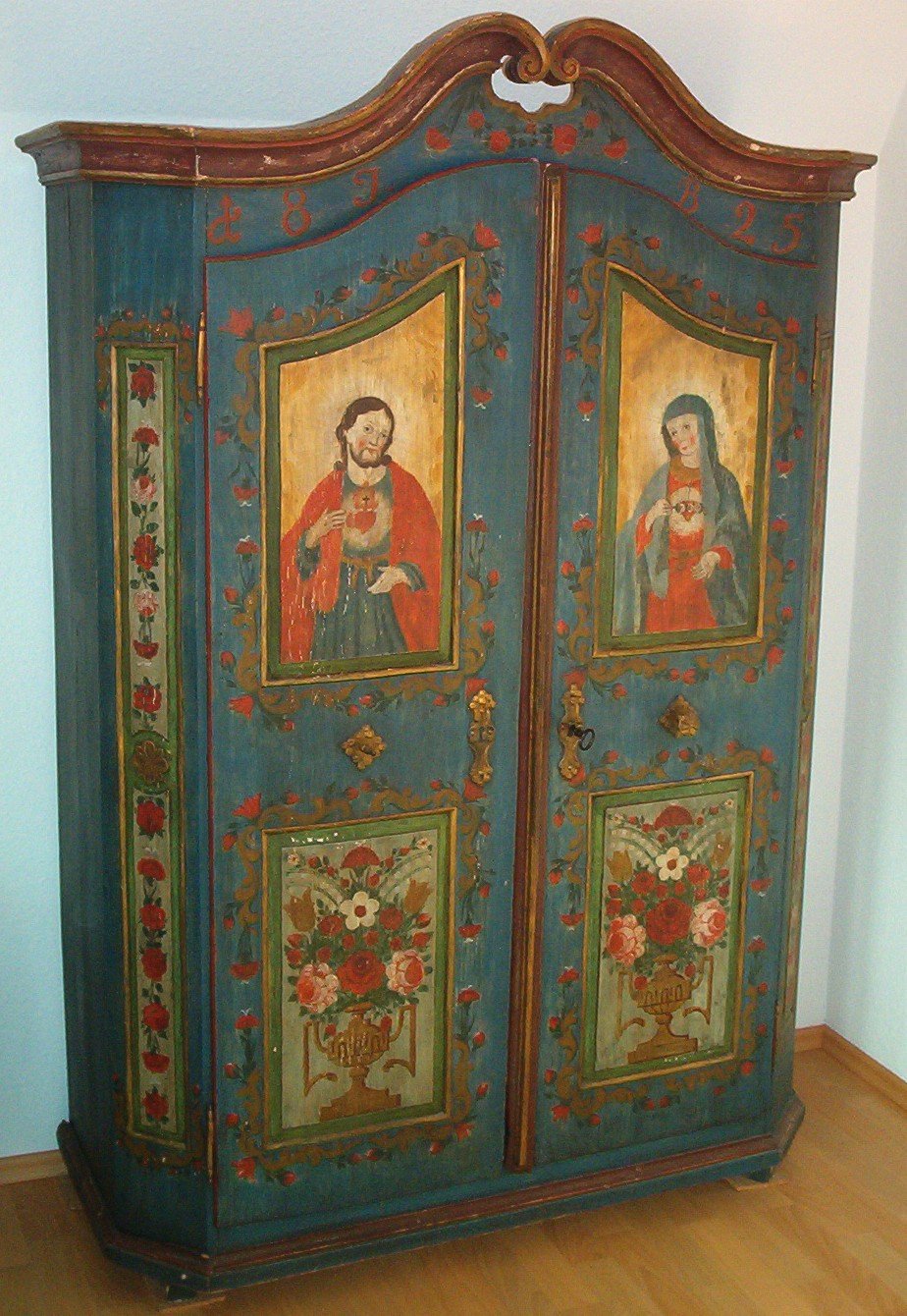
Armário decorado com pintura em estilo bauernmalerei

Bauernmalerei é um estilo de artesanato rústico alemão, cujas origens remontam  ao século XVII. Ele caracteriza-se especialmente pelas pinceladas livres e espessas de temas florais e animais, com traços de branco e fundo patinado.
Bauernmalerei significa, em tradução literal, "pintura campestre". Supõe-se que a técnica era inicialmente empregada para aprimorar, a partir do reaproveitamento artesanal de objetos metálicos ou de madeira, o ambiente do lar durante os longos períodos de guerra à que a Europa foi submetida até o século XX. Nos dias de hoje, ela é bastante difundida em todo o mundo graças à sua aura campestre e romântica.